# Emmanuel Olisadebe
Emmanuel Olisadebe (Warri, 22 dicembre 1978) è un ex calciatore nigeriano naturalizzato polacco, di ruolo attaccante.

## Carriera

### Club

#### Polonia Varsavia
Inizia la propria carriera nella squadra locale nigeriana, del Jasper United, fino a quando si trasferisce con la famiglia in Polonia. Qui comincia a giocare con il Polonia Varsavia. In 3 stagioni si fa conoscere dagli addetti ai lavori e guadagna anche la convocazione dalla Nazionale Polacca. Totalizza 66 presenze e 20 gol con la squadra della capitale della Polonia.

#### Panathinaikos
Nel 2001 viene acquistato dai greci del Panathīnaïkos. Con le sue prestazioni aiuta la squadra a vincere il campionato e diventa sempre più un punto fermo della nazionale, partecipando ai mondiali 2002.
In questo periodo, lui e la sua famiglia si trasferiscono a vivere in Grecia.

#### Portsmouth, Skoda Xanthi e APOP
A gennaio del 2006 il Portsmouth decide di puntare su di lui per l'attacco, prendendolo in prestito con diritto di riscatto. Fino a giugno dello stesso anno, anche a causa del suo ginocchio un po' fragile, gioca solo 2 volte senza segnare.
Per la stagione 2006-2007 il Panathīnaïkos lo presta allo Skoda Xanthi. Qui non colleziona alcuna presenza.
A luglio 2007 la squadra cipriota dell'APOP decide di puntare sul polacco prelevandolo dal Panathīnaïkos.
Il 4 gennaio 2013 annuncia il suo ritiro.

### Nazionale
Con la nazionale polacca ha collezionato 25 presenze e 11 gol dal 2000 al 2004, partecipando anche ai Mondiali del 2002.

## Statistiche

### Cronologia presenze e reti in nazionale
| Cronologia completa delle presenze e delle reti in nazionale ― Polonia | Cronologia completa delle presenze e delle reti in nazionale ― Polonia | Cronologia completa delle presenze e delle reti in nazionale ― Polonia | Cronologia completa delle presenze e delle reti in nazionale ― Polonia | Cronologia completa delle presenze e delle reti in nazionale ― Polonia | Cronologia completa delle presenze e delle reti in nazionale ― Polonia | Cronologia completa delle presenze e delle reti in nazionale ― Polonia | Cronologia completa delle presenze e delle reti in nazionale ― Polonia |
| Data                                                                   | Città                                                                  | In casa                                                                | Risultato                                                              | Ospiti                                                                 | Competizione                                                           | Reti                                                                   | Note                                                                   |
| ---------------------------------------------------------------------- | ---------------------------------------------------------------------- | ---------------------------------------------------------------------- | ---------------------------------------------------------------------- | ---------------------------------------------------------------------- | ---------------------------------------------------------------------- | ---------------------------------------------------------------------- | ---------------------------------------------------------------------- |
| 16-8-2000                                                              | Bucarest                                                               | Romania                                                                | 1 – 1                                                                  | Polonia                                                                | Amichevole                                                             | 1                                                                      |                                                                        |
| 2-9-2000                                                               | Kiev                                                                   | Ucraina                                                                | 1 – 3                                                                  | Polonia                                                                | Qual. Mondiali 2002                                                    | 2                                                                      |                                                                        |
| 7-10-2000                                                              | Łódź                                                                   | Polonia                                                                | 3 – 1                                                                  | Bielorussia                                                            | Qual. Mondiali 2002                                                    | -                                                                      |                                                                        |
| 11-10-2000                                                             | Bydgoszcz                                                              | Polonia                                                                | 0 – 0                                                                  | Galles                                                                 | Qual. Mondiali 2002                                                    | -                                                                      | 74’                                                                    |
| 15-11-2000                                                             | Varsavia                                                               | Polonia                                                                | 1 – 0                                                                  | Islanda                                                                | Amichevole                                                             | -                                                                      | 46’                                                                    |
| 28-2-2001                                                              | Larnaka                                                                | Svizzera                                                               | 0 – 4                                                                  | Polonia                                                                | Amichevole                                                             | 1                                                                      | 83’                                                                    |
| 24-3-2001                                                              | Oslo                                                                   | Norvegia                                                               | 2 – 3                                                                  | Polonia                                                                | Qual. Mondiali 2002                                                    | 2                                                                      |                                                                        |
| 28-3-2001                                                              | Varsavia                                                               | Polonia                                                                | 4 – 0                                                                  | Armenia                                                                | Qual. Mondiali 2002                                                    | 1                                                                      |                                                                        |
| 2-6-2001                                                               | Cardiff                                                                | Galles                                                                 | 1 – 2                                                                  | Polonia                                                                | Qual. Mondiali 2002                                                    | 1                                                                      | 90’                                                                    |
| 1-9-2001                                                               | Chorzów                                                                | Polonia                                                                | 3 – 0                                                                  | Norvegia                                                               | Qual. Mondiali 2002                                                    | 1                                                                      |                                                                        |
| 5-9-2001                                                               | Minsk                                                                  | Bielorussia                                                            | 4 – 1                                                                  | Polonia                                                                | Qual. Mondiali 2002                                                    | -                                                                      | 62’                                                                    |
| 6-10-2001                                                              | Chorzów                                                                | Polonia                                                                | 1 – 1                                                                  | Ucraina                                                                | Qual. Mondiali 2002                                                    | 1                                                                      |                                                                        |
| 14-11-2001                                                             | Poznań                                                                 | Polonia                                                                | 0 – 0                                                                  | Camerun                                                                | Amichevole                                                             | -                                                                      | 46’                                                                    |
| 13-2-2002                                                              | Limassol                                                               | Polonia                                                                | 4 – 1                                                                  | Irlanda del Nord                                                       | Amichevole                                                             | -                                                                      | 61’                                                                    |
| 27-3-2002                                                              | Łódź                                                                   | Polonia                                                                | 0 – 2                                                                  | Giappone                                                               | Amichevole                                                             | -                                                                      |                                                                        |
| 18-5-2002                                                              | Danzica                                                                | Polonia                                                                | 1 – 0                                                                  | Estonia                                                                | Amichevole                                                             | -                                                                      | 46’                                                                    |
| 4-6-2002                                                               | Pusan                                                                  | Corea del Sud                                                          | 2 – 0                                                                  | Polonia                                                                | Mondiali 2002 - 1º turno                                               | -                                                                      |                                                                        |
| 10-6-2002                                                              | Jeonju                                                                 | Portogallo                                                             | 4 – 0                                                                  | Polonia                                                                | Mondiali 2002 - 1º turno                                               | -                                                                      |                                                                        |
| 14-6-2002                                                              | Daejeon                                                                | Polonia                                                                | 3 – 1                                                                  | Stati Uniti                                                            | Mondiali 2002 - 1º turno                                               | 1                                                                      | 86’                                                                    |
| 7-9-2002                                                               | Serravalle                                                             | San Marino                                                             | 0 – 2                                                                  | Polonia                                                                | Qual. Mondiali 2002                                                    | -                                                                      | 80’                                                                    |
| 20-11-2002                                                             | Copenaghen                                                             | Danimarca                                                              | 2 – 0                                                                  | Polonia                                                                | Amichevole                                                             | -                                                                      | 60’                                                                    |
| 12-2-2003                                                              | Spalato                                                                | Croazia                                                                | 0 – 0                                                                  | Polonia                                                                | Amichevole                                                             | -                                                                      |                                                                        |
| 29-3-2003                                                              | Chorzów                                                                | Polonia                                                                | 0 – 0                                                                  | Ungheria                                                               | Qual. Euro 2004                                                        | -                                                                      |                                                                        |
| 2-4-2003                                                               | Ostrowiec Świętokrzyski                                                | Polonia                                                                | 5 – 0                                                                  | San Marino                                                             | Qual. Euro 2004                                                        | -                                                                      | 39’                                                                    |
| 28-4-2004                                                              | Bydgoszcz                                                              | Polonia                                                                | 0 – 0                                                                  | Irlanda                                                                | Amichevole                                                             | -                                                                      | 46’                                                                    |
| Totale                                                                 |                                                                        | Presenze                                                               | 25                                                                     |                                                                        | Reti                                                                   | 11                                                                     |                                                                        |

## Palmarès

### Club
- Ekstraklasa: 1

Polonia Varsavia: 2000
- Coppa di Polonia: 1

Polonia Varsavia: 2000/2001
- Coppa di Lega polacca: 1

Polonia Varsavia: 2000
- Campionato greco: 1

Panathinaikos: 2003-2004
- Coppa di Grecia: 1

Panathinaikos: 2003-2004

### Individuale
- Calciatore polacco dell'anno: 1

2001